# Україна на Дитячому пісенному конкурсі Євробачення 2010
Дитячий конкурс Євробачення 2010 року відбувся 20 листопада в Мінську.
31 липня 2010 року в МДЦ «Артек» відбувся фінал українського відбору на конкурс. У фіналі брали участь 14 виконавців. Голосуванням глядачів і журі визначенено представника України на міжнародному конкурсі. Відбір виграла Юлія Гурська.

## Учасники відбору
| Учасник                       | Вік, років | Місто                    | Пісня              |
| ----------------------------- | ---------- | ------------------------ | ------------------ |
| Роман Бендарський             | 15         | Київ                     | «Єдина країна»     |
| Дует «Дядя Слава + Інна Річе» |            | Миколаїв та Нова Каховка | «So happy»         |
| Вікторія Литвинчук            | 11         | Городок                  | «Зозуля»           |
| Тетяна Марковська             | 10         | Київ                     | «Ти співай!»       |
| Алісія Калашникова            | 14         | Одеса                    | «Сонце»            |
| Лі                            | 14         | Київ                     | «На долонях»       |
| Валентина Данилюк             | 12         | село Шипинці             | «Моя пісня»        |
| Даніела Якобчук               | 11         | Ужгород                  | «Сонячна пісня»    |
| Анна Приймак                  | 13         | Дніпрорудне              | «Дубравка»         |
| Юлія Гурська                  | 15         | Вінниця                  | «Мій літак»        |
| Христина Ткачук               | 11         | Коломія                  | «Шкільний автобус» |
| Дмитро Бородін                | 13         | Донецьк                  | «Кібер мачо»       |
| Микита Іщенко                 | 13         | Київ                     | «НЛО»              |
| Юрій Кравченко                | 13         | Біла Церква              | «Дивний сон»       |